# Rădulești, Teleorman
Rădulești este un sat în comuna Crevenicu din județul Teleorman, Muntenia, România. Se află în partea de est a județului,  în Câmpia Găvanu-Burdea. La recensământul din 2002 avea o populație de 625 locuitori.